# Capital Punishment Amendment Act 1868
Capital Punishment Amendment Act 1868 (31 & 32 Vict. c.24) gokdkänndes den 29 maj 1868, och innebar slutet på offentliga avrättningar i Storbritannien. I fortsättningen skulle alla dödsdömda avrättas innanför fängelsemurarna,
och deras kroppar begravas på fängelsegården. Beslutet togs efter initiativ av bland andra Sir Robert Peel och Charles Dickens, som i nationell press begärt ett slut på offentliga avrättningar. Avskaffandet av offentliga avrättningar rekommenderades även av Royal Commission on Capital Punishment 1864-1866. Redan 1867 hade Capital Punishment within Prisons Bill lagts fram, men röstats ned.
Den första avrättningen under de nya bestämmelserna genomfördes av William Calcraft den 13 augusti 1868 i Maidstone Gaol; 18-årige Wells hängdes för mordet på Edward Walshe, stationsmästare vid Dover Priorys järnvägsstation. William Calcraft hade tidigare genomfört den sista offentliga avrättningen i Storbritannien, Då han hängde Michael Barrett från Fenians vid Newgatefängelset den 26 maj för sin medverkan 1867 i Clerkenwellexplosionen.
Den långa titeln var "An Act to provide for carrying out of Capital Punishment within Prisons". Liberalen John Stuart Mill höll ett passionerat tal i underhuset (En diktering finns tillgänglig på Youtube) där han motsatte sig att avskaffa dödsstraffet för mord, ett förslag som presenterats till mycket begränsat stöd. En motsvarande lag genomdrevs först 1965 och gäller än idag.

### Fotnoter
1. ↑  Fielding 2008, sid. 3
2. 1 2  
 Capital Punishment Amendment Act 1868 (c.24), Office of Public Sector Information, arkiverad från ursprungsadressen  den 5 augusti 2012, https://archive.is/20120805150534/http://www.statutelaw.gov.uk/content.aspx?LegType=All+Primary&PageNumber=86&NavFrom=2&parentActiveTextDocId=1048899&ActiveTextDocId=1048899&filesize=20667, läst 13 september 2010
3. ↑  Fielding 2008, sid. 4
4. ↑  McConville 1995, sid. 409
5. ↑  Fielding 1994, sid. 2
6. ↑  Fielding 2008, sid. 3–4
7. ↑  Pratt 2002, chapter 2